# Безмолвников, Константин Григорьевич
Константин Григорьевич Безмолвников — советский футболист, нападающий клуба «Крылья Советов», с которым выступал в высшей лиги.

## Карьера
Воспитанник куйбышевского футбола.
Начал свою карьеру в кировском «Динамо».
В 1962 году перешёл в «Крылья Советов» (Куйбышев), но играл в основном за дубль, за основную команду он сыграл всего лишь 4 раза.
Свою карьеру закончил в клубе «Спартак» (Йошкар-Ола).